# Peng (mitología)

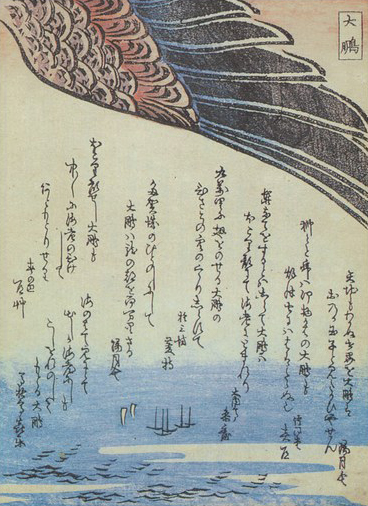
ala del Peng

Peng (chino simplificado: 鹏, chino tradicional: 鹏; pinyin: peng, Wade-Giles: Peng) o Dapeng (大鹏) es un ave gigante surgido desde la transformación de Kun, un pez gigante en la mitología china. 
En la mitología comparativa de criaturas gigantes, el Peng se asemeja al ave Roc o al Garuda y el Kun al Leviatán.